# 1992 год в компьютерных играх

## Выпуски игр
- Origin Systems выпускает Ultima VII: The Black Gate для PC.
- Midway Games выпускает Mortal Kombat на игровых автоматах, который представляет собой файтинг с кровавыми добиваниями (англ. Fatality), оцифрованными персонажами, положивший начало серии видеоигр, фильмов и мультфильмов.
- В августе Sega выпускает для игровых автоматов Virtua Racing, который стал одним из первых трёхмерных полигональных гоночных автосимуляторов.
- 15 октября Sega для приставки Mega-CD выпускает приключенческую игру Night Trap, которая наряду с Mortal Kombat послужила поводом для создания рейтингового агентства ESRB.
- 20 декабря Sega выпускает игру Streets of Rage 2 для приставки Mega Drive/Genesis.
- Blue Sky Productions выпускает первую трёхмерную ролевую игру от первого лица Ultima Underworld: The Stygian Abyss.
- id Software выпускает игру Wolfenstein 3D для PC, положившую начало жанру шутер от первого лица.
- Nintendo выпускает Kirby’s Dream Land для Game Boy, первую игру, в которой есть персонаж Кирби.
- Interplay выпускает игру Alone in the Dark, положившую начало жанрам survival horror и Action-adventure.
- Sega выпускает версии игры Sonic the Hedgehog 2 для Mega Drive/Genesis и Master System/Game Gear.
- Nintendo выпускает The Legend of Zelda: A Link to the Past, единственная игра серии для SNES.
- Super Mario Kart (NES, SNES), первая игра в серии Mario Kart, породившей новый поджанр Kart racing game[англ.].
- Super Mario Land 2: 6 Golden Coins была выпущена для Game Boy, где впервые был представлен персонаж Варио.
- LucasArts выпускает квест Indiana Jones and the Fate of Atlantis.
- Westwood Studios выпускает Dune II, ставшую шаблоном для последующих стратегий в реальном времени.
- Virgin Games выпускает The 7th Guest[англ.].
- 15 ноября Accolade выпускает Star Control II.
- Выпущена последняя игра для Atari 2600 — Acid Drop.

## Аппаратное обеспечение
- JVC в Японии выпускает игровую приставку Wondermega, которая комбинирует в себе Sega Mega Drive и Sega Mega-CD (позднее в Северной Америке выпущена под названием X’eye).
- Philips выпускает мультимедийный интерактивный CD-плеер CD-i.
- Игровая приставка SNES начинает продаваться в Европе и в странах Австралазии.
- Sega выпускает Sega CD (дополнение к Sega Genesis) в Северной Америке.
- Taito Corporation создаёт игровую приставку Wowow (так и не выпущена).
- TTI (Turbo Technologies Inc.) выпускает игровую приставку TurboDuo.
- В конце года в России компания «Steepler» начинает продажи игровой приставки Dendy — неофициального клона NES.

## Бизнес
- Atari Games Corp. v. Nintendo of America, Inc.
- Lewis Galoob Toys, Inc. v. Nintendo of America, Inc.
- Новые компании: Wow Entertainment Inc. (AM1), Humongous Entertainment.